# Duane Thomas
Duane Julius Thomas (* 21. Juni 1947 in Dallas, Texas, USA; † 4. August 2024), Spitzname: „The Sphinx“ war ein US-amerikanischer American-Football-Spieler. Er spielte als Runningback in der National Football League (NFL) bei den Dallas Cowboys und den Washington Redskins.

## Spielerlaufbahn
Duane Thomas besuchte in Dallas die High School und erhielt nach seinem Schulabschluss von der West Texas A&M University ein Stipendium für deren Footballmannschaft er von 1966 bis 1969 spielte. Thomas wurde im Jahr 1970 von den Dallas Cowboys in der ersten Runde an 23. Stelle gedraftet. Trainer der Mannschaft war Tom Landry, der ihn zusammen mit Calvin Hill auf der Position des Runningbacks einsetzte. In seiner Rookiesaison konnte Thomas fünf Touchdowns durch Laufspiel erzielen und trug so zum Erfolg der Cowboys im Jahr 1970 bei. Den Cowboys gelang in dieser Spielrunde der Einzug in das NFC Championship Game, wo man auf die San Francisco 49ers traf. Thomas spielte in dem Endspiel überragend. Mit 27 Läufen konnte er einen Raumgewinn von 143 Yards erzielen. Zudem trug er einen Ball zu einem Touchdown in die gegnerische Endzone. Die Cowboys gingen als 17:10-Sieger vom Platz und zogen mit dem Sieg in den Super Bowl ein. Im Super Bowl V trafen die Cowboys auf die Baltimore Colts. Thomas konnte in dem Spiel einen Pass von Quarterback Craig Morton zu einem Touchdown verwerten. Die 16:13-Niederlage seiner Mannschaft konnte er damit jedoch nicht verhindern.
Thomas, der als mürrisch und launisch galt (was ihm auch den Spitznamen einbrachte!), konnte seine guten Leistungen aus dem Jahr 1970 im nächsten Jahr nochmals deutlich steigern. Allerdings hatte sich sein Verhältnis zu seinem Verein deutlich verschlechtert. Mit seinem Gehalt zeigte er sich unzufrieden. Seine Forderungen nach einem höheren Einkommen wurden jedoch von Tex Schramm, dem Manager der Cowboys, nicht akzeptiert. Auch das Verhältnis zu Tom Landry war deutlich belastet, nachdem Thomas seinen Trainer unter anderem als „Plastikmensch“ bezeichnet hatte. Die Cowboys entschlossen sich daher ihren Spieler an die New England Patriots abzugeben. Der Wechsel verlief nicht erfolgreich, die Patriots betrachteten das Verhalten von Thomas gegenüber dem Verein als unangebracht und erwirkten über die NFL eine Rückabwicklung des Spielerwechsels. Thomas musste zu den Cowboys zurück, lehnte aber jeglichen Kontakt zu den Vereinsverantwortlichen, Trainern und Mitspielern außerhalb des Spielfelds ab. Umso erstaunlicher war dann seine spielerische Leistung im Jahr 1971.
Thomas gelangen in der Regular Season 1971 mit Laufspiel elf Touchdowns, was die NFL Jahresbestleistung darstellte. Nicht weniger erfolgreich verlief die Saison für seine Mannschaft. Mit elf Siegen aus 14 Spielen konnte das Team aus Dallas in die Play-offs einziehen, wo man zunächst auf die Minnesota Vikings traf. Beim 20:12-Sieg seiner Mannschaft gelang Thomas ein Touchdown, dem er einen weiteren Touchdown beim 14:3-Sieg der Cowboys über die San Francisco 49ers im NFC-Championship Game folgen ließ. Dieser Sieg bedeutete den Einzug in den Super Bowl VI, wo man auf die von Don Shula trainierten Miami Dolphins traf. Thomas lief im Super Bowl 19 mal mit dem Ball und erreichte dabei 95 Yards Raumgewinn, fing drei Pässe von Quarterback Roger Staubach zu einem Raumgewinn von 17 Yards und erzielte einen Touchdown auf Pass von Staubach.
Die Schwierigkeiten der Cowboys mit Duane Thomas außerhalb des Spielfelds wurden auch nach der erfolgreichen Saison nicht weniger. Da ihm Drogenprobleme nachgesagt wurden, gaben ihn die Cowboys 1972 an die San Diego Chargers ab. Thomas spielte nie für das Team aus San Diego. In den Jahren 1973 und 1974 lief Thomas für die Washington Redskins auf. An seine Erfolge aus Dallas konnte er nicht mehr anschließen. Nach einer Saison bei den The Hawaiians aus der NFL-Konkurrenzliga World Football League (WFL) beendete Thomas seine Laufbahn.

## Nach der NFL
Duane Thomas schrieb nach seiner Laufbahn ein Buch über sein Leben bei den Dallas Cowboys. Er gründete eine Stiftung die Gelder für gemeinnützige Einrichtungen sammelt. Er arbeitete als Repräsentant der Automobilfirma Buick in Kalifornien.